# Club Bolívar
Maillots
Dernière mise à jour : 4 mai 2024.
Le Club Bolívar est un club bolivien de football basé à La Paz.
Son principal adversaire est le The Strongest La Paz et leurs confrontations sont surnommées Clásico.

## Palmarès
- Copa Sudamericana
  - Finaliste : 2004

- Championnat de Bolivie de football (31)
  - Champion : 1950, 1953, 1956, 1966, 1968, 1976, 1978, 1982, 1983, 1985, 1987, 1988, 1991, 1992, 1994, 1996, 1997, 2002, Ouv 2004, Ouv 2005, Ouv 2006, Ouv 2009, Ouv 2011, Cl 2013, Ouv 2014,  Cl 2015, Ouv 2017, Cl 2017, Ouv 2019, Ouv 2022, 2024

- Coupe de la division professionnelle bolivienne de football (1)
  - Vainqueur : 2023

- Ligue régionale de la Paz (8)
  - Champion : 1932, 1937, 1939, 1940, 1941, 1942, 1950, 1953

- Coupe de Bolivie (en) (4)
  - Vainqueur : 1979, 1989, 1990, 2001
  - Finaliste : 1980, 1992, 1999

- Coupe Aerosur (en) (2)
  - Vainqueur : 2009, 2010

## Anciens joueurs
- Julio César Baldivieso
- Ramiro Blacut
- Carlos Borja
- Marco Etcheverry
- Miguel Rimba
- Marco Sandy
- Vladimir Soria
- Víctor Ugarte
- Luis Cristaldo
- Carlos Trucco
- Carlos Ángel López
- Juanmi Callejón
- Thomas Nkono